# Beloruska vpletenost v ruski invaziji v Ukrajino (2022)
Belorusija zanika neposredno vpletenost v rusko invazijo v Ukrajino leta 2022, čeprav je splošno sprejeto, da beloruska vlada zagotavlja ozemlje za invazijo Ukrajine s severa.

## Ozadje
Belorusija meji na sever Ukrajine, belorusko-ukrajinska meja je dolga 1084 km.
Največja beloruska strateška vrednost naj bi bila bližina ukrajinskemu glavnemu mestu Kijevu. 
Januarja in februarja 2022 so ruske enote prišle v Belorusijo na vojaško usposabljanje. Minister za zunanje zadeve Vladimir Makej je 16. februarja trdil, da bo ruska vojska po koncu usposabljanja zapustila Belorusijo. Kasneje je belorusko obrambno ministrstvo njegovo izjavo zavrnilo, češ da bodo ruski vojaki v Belorusiji ostali neznano dolgo. Ocenjuje se, da je v Belorusiji ostalo 30.000 ruskih vojakov. Pojavilo se je tudi špekuliranje o beloruskem gostovanju ruskega jedrskega orožja.
V Belorusiji 27. februarja poteka ustavni referendum. Trenutna beloruska ustava zahteva, da je Belorusija nevtralna država.

## Ruska invazija
Služba državne mejne straže Ukrajine je 24. februarja poročala o poskusu ruskega prebitja belorusko-ukrajinske meje na mejnem prehodu Vilča in o helikopterju brez identifikacijskih oznak, ki je napadel most pri Slavutiču. CNN je objavil videoposnetek, ki prikazuje, da tanki vstopajo v Ukrajino čez mejni prehod Senkivka. Pozneje istega dne je ukrajinski vrhovni poveljnik poročal, da so bile iz Belorusije proti jugozahodu izstreljene 4 balistične rakete. Po vstopu ruskih sil iz Belorusije preko černobilskega izključitvenega območja je bil zasežen tudi Černobil. Od 25. februarja belorusko obrambno ministrstvo teh poročil ni komentiralo. Aleksander Lukašenko je 27. februarja potrdil, da je Rusija z beloruskega ozemlja izstrelila rakete proti Ukrajini.
Beloruski predsednik Aleksander Lukašenko je 24. februarja zanikal vpletenost beloruske vojske v konflikt.
Ukrajinski mediji so 25. februarja objavili videoposnetek ruskega vojaka, ki je trdil, da je v Ukrajino vstopil prek beloruske regije Homijel in dejal, da jih beloruska vojska ni ustavljala.
Maxar Technologies je 26. februarja objavil satelitske posnetke s 150 helikopterji in na stotinami kopenskih vozil v bližini Kojnikova. 90 helikopterjev je kot začasno letalsko oporišče uporabljalo lokalno ravno cesto. Istega dne je vodja državne mejne straže Ukrajine S. V. Dejneko napisal uradno pismo vodji beloruskega državnega mejnega odbora, A. P. Lappu, v katerem je obtožil belorusko organizacijo, da pomaga Rusiji pri invaziji v Ukrajino s severa.
Beloruski mediji in Telegram kanali so objavili številne videoposnetke in fotografije, ki prikazujejo gibanja ruskih oklepnikov in helikopterjev v južni Belorusiji.
Beloruski opozicijski novinarji so trdili, da se lahko dejanja beloruske vlade obravnavajo za agresijo v skladu s členom 3 (točka f) Resolucije 3314 Generalne skupščine Združenih narodov (»Dejanje države, ki dovoli svoje ozemlje, ki ga je postavila na razpolago drugi državi, za izvršitev dejanja agresije na tretjo državo [...] kvalificirati kot dejanje agresije«).

## Odzivi
Vodja beloruske opozicije v izgnanstvu Svetlana Tihanovska je obsodila Lukašenka zaradi sodelovanja pri invaziji.
Po podatkih Chatham House 79 % Belorusov meni, da je smrt beloruskih vojakov med vojno med Rusijo in Ukrajino nesprejemljiva, več kot 50 % pa jih meni, da bi morala Belorusija ostati nevtralna.
Ameriško ministrstvo za finance je 24. februarja 2022 izdalo sankcije proti Belorusiji zaradi podpore ruski invaziji. Sankcioniranih je bilo več vojaških industrijskih podjetij in generalov.